# Jamie Hopcutt
Jamie Ryan Hopcutt (York, 23 giugno 1992) è un calciatore inglese, centrocampista dell'Östersund.

## Carriera
Ha iniziato la sua carriera nello York City come giocatore del settore giovanile, prima di firmare nel 2010 un contratto di lavoro intermittente (una sorta di contratto a gettone, con il giocatore pagato in base alle partite giocate ed eventualmente ad altri bonus). Tuttavia, Hopcutt non ha collezionato alcuna presenza in campionato, venendo girato in prestito mensile al Whitby Town nell'agosto 2010 e allo Stokesley nel settembre 2010.
Rilasciato dallo York nel mese di ottobre, Hopcutt ha firmato con l'Ossett Town, squadra che a fine stagione è retrocessa in Northern Premier League Division One, l'ottavo livello del calcio inglese. Nel 2011 è sceso ancor più nelle serie minori, con l'ingaggio da parte del Tadcaster Albion militante nella Northern Counties East League, nona serie inglese.
Nel dicembre del 2011 ha preso parte a un provino organizzato nei dintorni di Birmingham da Graham Potter, allenatore inglese che da qualche mese aveva assunto la guida dell'Östersund nella terza serie svedese. Hopcutt ha ottenuto inizialmente un contratto di tre mesi, poi prorogato fino al termine della stagione. Un ulteriore rinnovo contrattuale, in questo caso biennale, è stato firmato dal giocatore nell'autunno dello stesso anno.
Nel frattempo la squadra aveva ottenuto la sua prima promozione in Superettan, il secondo campionato nazionale. La scalata dell'Östersund è continuata durante la stagione 2015, culminata con la storica promozione in Allsvenskan grazie anche ai 15 gol segnati da Hopcutt che gli hanno valso il titolo di vicecapocannoniere del campionato.
Proprio durante la partita d'esordio nella massima serie (Hammarby-Östersund 1-1 del 4 aprile 2016), Hopcutt ha riportato una doppia frattura alla tibia che l'ha costretto a rimanere fuori causa per tutto il resto della stagione 2016. Ristabilitosi, è tornato in campo dopo oltre un anno, il 13 aprile 2017, subentrando al 90' minuto della finale di Coppa di Svezia 2016-2017 vinta largamente per 4-1 contro l'IFK Norrköping.
La conquista del trofeo ha permesso alla sua squadra di partecipare alle coppe europee: al debutto assoluto in Europa League, Hopcutt ha firmato la rete del definitivo 2-0 al 92' minuto di Östersund-Galatasaray. Dopo aver eliminato i turchi, i rossoneri hanno superato il turno anche contro i lussemburghesi del Fola Esch e i greci del PAOK Salonicco, fino ad arrivare alla fase a gironi.
Nel settembre 2018 ha ottenuto la cittadinanza svedese in virtù degli anni trascorsi nel paese.
Al termine dell'Allsvenskan 2019, dopo gli otto anni passati con l'Östersund, Hopcutt in scadenza di contratto ha lasciato il club.
Rimasto svincolato per qualche mese, nell'agosto del 2020 si è legato per due anni e mezzo al GIF Sundsvall, squadra del campionato di Superettan. Nonostante ciò, complice il mancato raggiungimento della promozione in Allsvenskan, Hopcutt ha rescisso nel successivo mese di dicembre.
Dopo i tanti anni trascorsi in Svezia, il 10 febbraio 2021 si è unito ufficialmente agli israeliani dell'Hapoel Kfar Saba, che ha successivamente lasciato in estate dopo la retrocessione del club in Liga Leumit.
Nell'agosto 2021 è tornato a giocare in patria dopo essersi accordato per un anno con l'Oldham Athletic, squadra di Football League Two.
Nell'agosto 2022 va a giocare al IFK Mariehamn, club della prima divisione finlandese, rimanendovi per una stagione e mezzo.
È poi tornato ad essere un giocatore dell'Östersund nel febbraio 2024, squadra di cui Hopcutt è stato un simbolo essendo in quel momento il secondo miglior marcatore di tutti i tempi, con anche quasi 200 presenze. Rispetto alla sua precedente parentesi in rossonero, però, il club militava nel campionato di Superettan da qualche anno.

## Palmarès

### Club

#### Competizioni nazionali
- Coppa di Svezia: 1

Östersund: 2016-2017